# Eoparargyractis plevie
Eoparargyractis plevie là một loài bướm đêm trong họ Crambidae.